# Kotań
Kotań is een plaats in het Poolse district  Jasielski, woiwodschap Subkarpaten. De plaats maakt deel uit van de gemeente Krempna en telt 360 inwoners.